# Élections sénatoriales de 2020 en Californie
Les élections sénatoriales de 2020 en Californie ont lieu le 3 novembre 2020 afin d'élire 20 des 40 membres du Sénat de l'État américain de Californie.

## Système électoral
Le Sénat de l'État de Californie est la chambre haute de son parlement bicaméral. Il est composé de 40 sièges pourvus pour quatre ans mais renouvelé par moitié tous les deux ans au scrutin uninominal majoritaire à un tour dans autant de circonscriptions que de sièges à pourvoir.

## Résultats
|                     |                       |           |       |             |        |        |             |               |  |  |  |  |  |  |
| Partis              | Partis                | Voix      | %     | Sièges      | Sièges | Sièges | Sièges      | Sièges        |  |  |  |  |  |  |
| Partis              | Partis                | Voix      | %     | Total avant | En jeu | Élus   | Total après | +/-           |  |  |  |  |  |  |
|                     | Parti démocrate (D)   | 5 795 870 | 66,09 | 29          | 15     | 17     | 31          | 2             |  |  |  |  |  |  |
|                     | Parti républicain (R) | 2 831 711 | 32,29 | 11          | 5      | 3      | 9           | 2             |  |  |  |  |  |  |
|                     | Américain indépendant | 89 080    | 1,02  | 0           | 0      | 0      | 0           | en stagnation |  |  |  |  |  |  |
|                     | Parti libertarien (L) | 53 256    | 0,61  | 0           | 0      | 0      | 0           | en stagnation |  |  |  |  |  |  |
|                     |                       |           |       |             |        |        |             |               |  |  |  |  |  |  |
| Total votes valides | Total votes valides   | 8 769 917 | 100   | 40          | 20     | 20     | 40          | en stagnation |  |  |  |  |  |  |